# 马厂减河
马厂减河，原名靳官屯减河，位于中华人民共和国华北地区东部，是漳卫南运河右岸的人工分洪河道，最初开挖于清光绪初年，1953年独流减河竣工后，马厂减河被分为上下两段。上段起自天津市静海区唐官屯镇靳官屯村西南的九宣闸，东南流至河北省青县农场一分场西北转东北流，先作为天津和河北两地的界河，之后流经天津市静海区东南部、滨海新区西南部，止于滨海新区中塘镇南台村独流减河右堤的南台尾闸，长40.34千米；下段起自独流减河左堤中塘镇万家码头，继续向东北方向，流经津南区与滨海新区交界地区，于津南区葛沽镇西关村与滨海新区新城镇之间的西关闸汇入海河干流，长33.75米。马厂减河不但对减轻南运河洪水起到明显作用，还是调水入济津的主要输水河道。